# Rónai Mihály András
Rónai Mihály András (Budapest, 1913. március 14. – Budapest, 1992. február 22.) magyar író, költő, műfordító, publicista. Rónai Mihály állatorvos, novellista és Hauser Emma orvos fia. Nagybátyja Rónai Dénes fényképész, nagynénje Rónai Hermin (1877–1926) színésznő volt. Felesége Gábor Marianne festőművésznő.

## Élete
Budapesten született a Lovag utca 20. szám alatt asszimilálódott zsidó családban. Édesapja dr. Rónai (Rosenberg) Mihály (1879–1945) állatorvos, főtanácsos, novellista, édesanyja dr. Hauser Emma (1886–1945) nőgyógyász volt. Tehetsége már gyermekkorában megmutatkozott. A budapesti Berzsenyi Gimnázium tizennégy éves tanulójaként 1927-ben első helyezést ért el egy irodalmi pályázaton. A fővárosban nem vették fel az egyetemre, így Szegeden kezdett el dolgozni tizenhét évesen a Délmagyarország című lapnál. A családja baráti köréhez tartozott Csinszka, aki közbenjárt az érdekében és végül bejutott Szegedi Tudományegyetem jogi karára. Csinszka abban az időben Márffy Ödön felesége volt. 1931-ben, tizennyolc évesen Rónai rendezte sajtó alá a költőnő verseit. 1934-ben végzett az egyetemen. 1930 óta dolgozott újságíróként. 1932–39 között a Pesti Napló munkatársa és 1935–37-ben párizsi tudósítója, ugyanekkor a Népszava cikkírója volt. 1938–39-ben emigránsként élt Párizsban. Hazatérése után 1940–44 között munkaszolgálatos volt. A háború utolsó évét hamis papírokkal, illegális szállásokon bujkálva élte túl feleségével. Szüleit és öccsét 1945. január 10-én a Liszt Ferenc téren nyilasok agyonlőtték. A háborút követően a Haladás, a Képes Figyelő és más lapok munkatársa volt. 1948-ban a Szivárvány felelős szerkesztője lett. 1957-ben a Magyar Nemzet főmunkatársaként, majd 1958-tól a Magyar Szemle főszerkesztőjeként dolgozott. 1959-ben szerkesztésében indult meg a Magyarok Világszövetségének lapja, a Magyar Hírek, melynek helyettes főszerkesztője, később szerkesztő bizottsági tagja volt. 1957-től a Népszabadság cikkírója és a Rádió állandó előadója volt. Munkásságának hangsúlyát eredeti és erősen intellektuális költészetéről már az 1930-as évektől mindinkább a publicisztikára helyezte át. 1997-ben a Művelődési Minisztérium "Nyolc évszázad olasz költészete" második, bővített kiadásáért a könyvtárosok szavazata alapján posztumusz Fitz József-könyvdíjjal tüntette ki.
Házastársa Gábor Marianne (1917–2014) festőművésznő volt, akivel 1944. április 27-én Budapesten kötött házasságot.

## Művei
- Első ének (verseskötet, 1931)
- Két háború közt (verseskötet, 1937)
- Hirtelen ébredés (1967)
- Fordítás: Dante szonettjei

## Díjai
- Aranytoll (1979)
- Fitz József-könyvdíj (1997)